# Uberto di Orsengo
Uberto di Orsengo o Ubertus (fl. X secolo) fu reggente della contea di Asti nel X secolo, sotto la dominazione Anscarica.

## Biografia
Professante la legge franca, era figlio di un certo Gausbertus, marito di Berta e fedele di Ugo di Provenza, compare nel 941 con un placito dove viene indicata come sua proprietà la "curtis di Orsengo", una località a nord-ovest di Asti presso Tonco. Questa corte, comprendeva case, masi ed un castello, con all'interno una cappella dedicata a san Eusebio.
Uberto non ebbe discendenza ed alla sua morte, la carica comitale non venne assegnata a nessun funzionario, probabilmente a causa del fatto che nell'epoca degli Ottoni la città era ormai fattualmente sotto il controllo vescovile. Con Berengario II, la contea di Asti venne accorpata nella marca di Torino, a quel tempo retta da Arduino il Glabro. Solamente dopo la morte della contessa Adelaide nel 1091, il potere sulla città tornò al vescovo Oddone III.